# Mikolajivska oblast
Mikolajivska oblast (ukrajinski: Миколаївська область, Mykolayivs’ka oblast’, Mykolajivščyna) administrativna je oblast koja se nalazi se u južnoj Ukrajini. Upravno središte oblasti je grad Mikolajiv prije zvan Nikolajev.

## Zemljopis
Mikolajivska oblast ima ukupnu površinu 24,598 km2 te je 14. oblast po veličini, u njoj prema popisu stanovništva iz 2001. godine živi 1.264.700 te je prema broju stanovnika 18, oblast po veličini u Ukrajini. 838.800 (66,3 %) stanovnika živi u urbanim područjima, dok 425.900 (33,7 %) stanovnika živi u ruralnim područjima.
Mikolajivska oblast graniči na zapadu s Odeškom oblasti, na sjeveru s Kirovogradskom oblasti, s Dnjipropetrovskom oblasti na sjeveroistoku i s Hersonskom oblasti na jugoistoku.

## Stanovništvo
Ukrajinci su najbrojniji narod u oblasti i ima ih 1.034.400 što je 81,9 % ukupnoga stanovništva oblasti.
- Ukrajinci: 81,9 %
- Rusi: 14,1 %
- Moldavci: 1 %
- Bjelorusi: 0,7 %
- Bugari: 0,4 %
- Židovi: 0,3 %
- Armenci: 0,3 %
- ostali 0,1 % ili manje.[1]

Ukrajinskim jezikom kao materinjim govori 69,2 %, stanovništva, dok ruskim jezikom kao materinjim govori 29,3 % stanovništva.

## Administrativna podjela
Mikolajivska oblast dijeli se na 19 rajona i devet gradova od kojih njih pet ima viši administrativni stupanj, također oblast ima i 20 malih gradova i 900 naselja.

## Vanjske poveznice
- Službena stranica oblasti  Arhivirana inačica izvorne stranice od 17. listopada 2015. (Wayback Machine)

### Ostali projekti
|  | Zajednički poslužitelj ima još gradiva o temi Mikolajivska oblast |